# Jean-Louis Roumégas

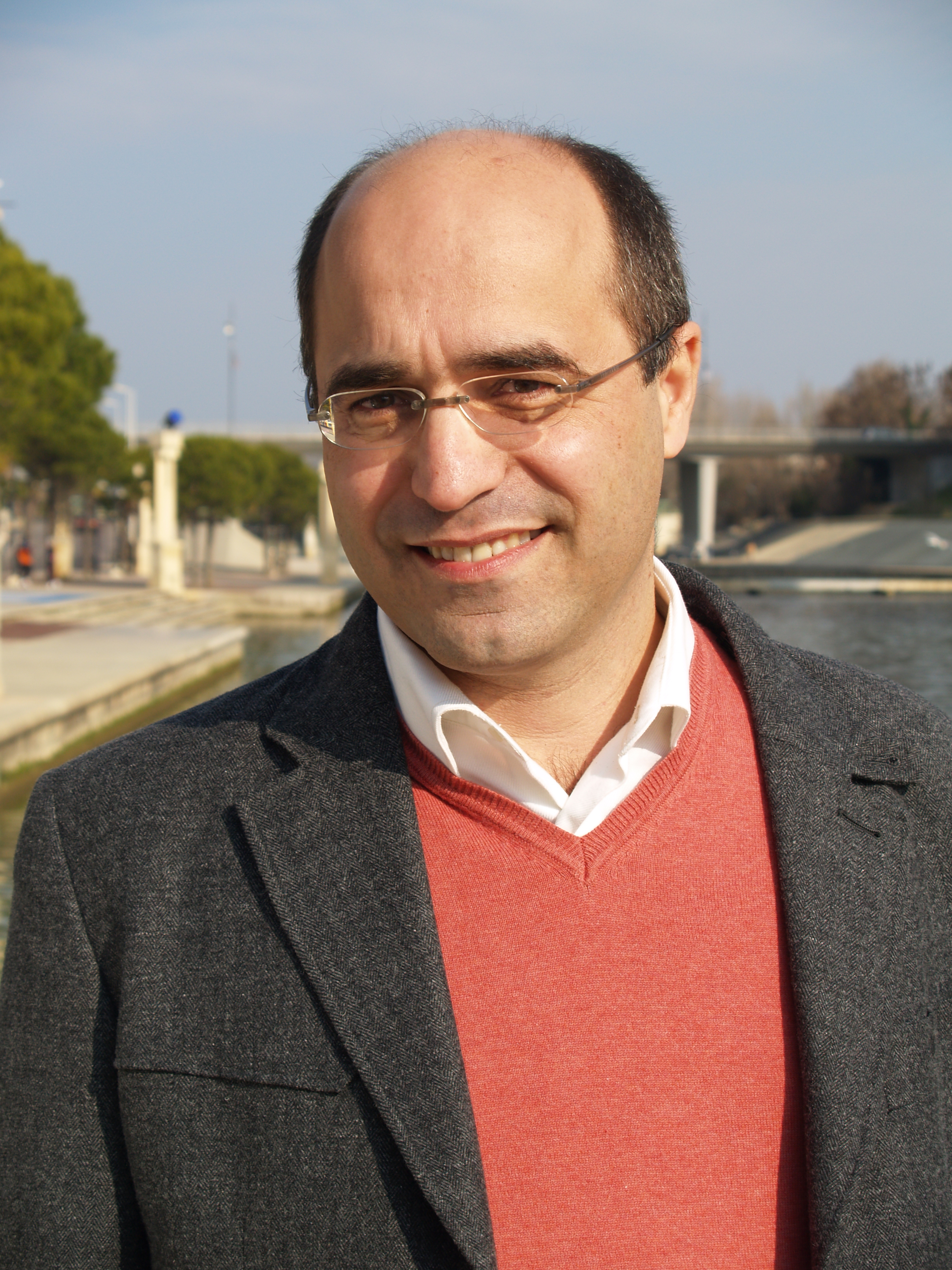
Jean-Louis Roumégas (2010)

Jean-Louis Roumégas (* 6. Juni 1962 in Algier) ist ein französischer Politiker. Er war von 2012 bis 2017 Abgeordneter der Nationalversammlung. 2024 wurde er erneut in das französische Unterhaus gewählt.

## Laufbahn
Roumégas war zunächst als Lehrer und Schuldirektor tätig. Für die grüne Partei Les Verts gelang ihm der Einzug in den Stadtrat von Montpellier, wo er 2008 zum Vorsitzenden der grünen Fraktion wurde. Zudem war er von 2001 bis 2008 stellvertretender Bürgermeister der Stadt. Von 2008 bis 2011 war er der nationale Sprecher der Grünen, die 2010 in Europe Écologie-Les Verts umbenannt wurden. Bei den Parlamentswahlen 2012 trat er im ersten Wahlkreis des Départements Hérault an. In der ersten Runde lag er äußerst knapp hinter Christian Jeanjean (UMP), der bereits von 2002 bis 2007 Abgeordneter gewesen war. In der zweiten Runde kam Roumégas auf 50,1 % und erreichte damit einen Vorsprung von 88 Stimmen auf Jeanjean. Dieser klagte gegen den Wahlausgang beim Conseil constitutionnel, der die Wahl von Roumégas im Oktober 2012 jedoch für rechtens erklärte. Bei den Parlamentswahlen 2017 erreichte Roumégas im ersten Wahlgang lediglich 10,7 % der Stimmen und war damit nicht im zweiten Wahlgang präsent, den Patricia Mirallès (LREM) gegen France Jamet (FN) gewann.